# Trávnica
Trávnica es un municipio del distrito de Nové Zámky en la región de Nitra, Eslovaquia, con una población estimada a final del año 2024 de 1041 habitantes.
Se encuentra ubicado al sur de la región, cerca de los ríos Nitra y Hron (cuenca hidrográfica del Danubio) y de la frontera con Hungría.

## Demografía
| Año        | 1994 | 2004    | 2014    | 2024    |
| ---------- | ---- | ------- | ------- | ------- |
| Población  | 1326 | 1195    | 1091    | 1041    |
| Diferencia |      | −9,87 % | −8,70 % | −4,58 % |

| Año        | 2023 | 2024    |
| ---------- | ---- | ------- |
| Población  | 1035 | 1041    |
| Diferencia |      | +0,57 % |